# ルッツ・カイゼル
ルッツ・カイゼル（Lutz Kayser、1939年3月31日 - 2017年11月19日 ）は、ドイツの宇宙工学者。

## 経歴
1939年にシュトゥットガルトで生まれ、彼の父親は砂糖会社であるSüdzucker AGの役員で、1955年に高校生だった彼はシュトゥットガルト大学で前年に帰国した教授のオイゲン・ゼンガーの下でWolfgang Pilzと共にロケット推進に関して研究した。当時はまだ人工衛星が打ち上げられておらず、学術的な研究対象だった。カイゼルはかつてペーネミュンデ陸軍兵器実験場でV2ロケットの開発に従事したWolfgang Pilzと共にLampoldshausen ロケット試験センターで勤務した。カイゼルの最初の主要な開発は二液式の姿勢制御装置で後にロケットダインやアメリカ空軍に売却された。同様に彼はNASAのマーシャル宇宙飛行センターでサターンIBに関連した最初のアブレーション冷却の燃焼室を備えるH-1エンジンの開発に従事した。この経験が後に廉価なアブレーションエンジンのクラスター化への第1段階だった。ヴェルナー・フォン・ブラウンとドイツの科学研究省の支援を受けてカイゼルはTechnologieforschung GmbH (TF)を設立した。
カイゼルはTIROC(Tangential Injection and Rotational Combustion)ロケットエンジンの開発と試験に投資した。それはモノメチルヒドラジンと四酸化二窒素を燃焼する世界で最小のエンジンだった。推力1Nで最小運転時間は1/1000秒で最長は100万秒(11日間)を実証した。弁は1/1000秒未満で作動して100万回以上作動してシックス・シグマの水準を満たした。カイゼルは同様に最初のキャピラリーアクション式ガス液体分離システムの一つを開発した。これは無重量状態で推進剤のタンクからエンジンへ液体推進剤の供給を保証した。
打ち上げに失敗したヨーロッパロケットのテレメトリのデータを解析して2段目の燃焼室の圧力と推力の変動がエンジンの停止中に3段目のタンク間の隔壁を破壊してこれが原因で自己着火性推進剤(N2O4/N2H4)が混ざり合って3段目の始動前に爆発に至った事を解明した。構造体の設計には根本的に欠陥があり、改良はとても高価になりそうだった。この報告と他の性能と政治的な要因により、1972年にヨーロッパ・ロケット開発機構は計画を中止した。
その後、カイゼルのTFはNASAの提案したスペースシャトル計画の調査と分析のためにドイツ政府と契約した。まもなく、カイゼルは2年間にアメリカ政府の相反する多くの要求を設計に組み込み、彼は同様に産業界の欲望で売るためにそれぞれが互いに強制的に技術的な互換性を無くしている事を見つけた。固体推進剤は費用を押し上げ、リフティングボディの設計よりも安全性が低いNASAのデルタ翼のシャトルのためには2倍の大きさの主翼が必要だった。カイゼルの勧告を基にドイツ政府は計画への参加をやめた。NASAは25年かけてスペースシャトルには本質的な欠陥があり、できる限り速やかに後継機が必要であるという同じ結論に到達した。
商業的に低費用ロケット技術を開発するためにカイゼルはOTRAG (Orbital Transport und Raketen AG)を設立した。それは世界初の商業的な衛星打ち上げ用ロケットの開発、製造、打ち上げの企業だった。
アメリカのロケットの主導者だったヴェルナー・フォン・ブラウンとKurt DebusがNASAを引退後に計画に加わった。彼らの初期の宇宙開発で学んだ経験の伝授は重要な貢献だった。しかし、この二人は兵器に転用される可能性があったので開発途上国でこの技術の飛行試験を実施することに関しては懐疑的だった。
ザイール(現コンゴ民主共和国)でOTRAGロケットの試験を実施したが、まもなく、周辺国への脅威などの理由により、外交的な圧力で立ち退きを余儀なくされ、その後、リビアに移転したが、ここでも同様に立ち退きを余儀なくされた。
2005年時点でカイゼルはOTRAGの知的財産とノウハウの移転を目的としてvon Braun Debus Kayser Rocket Science LLCを設立した。カイゼルはイーロン・マスクやバート・ルータンやジェフ・ベゾスのような新規参入の民間の創業者達と同様に今尚、1ポンドの重量あたり$1000ドル未満で宇宙へ輸送する目標への到達を目指している。

## 文献
- アメリカ合衆国特許第 3,945,203号
- アメリカ合衆国特許第 3,640,072号
- アメリカ合衆国特許第 3,462,956号